# Bartholomäus Zeitblom

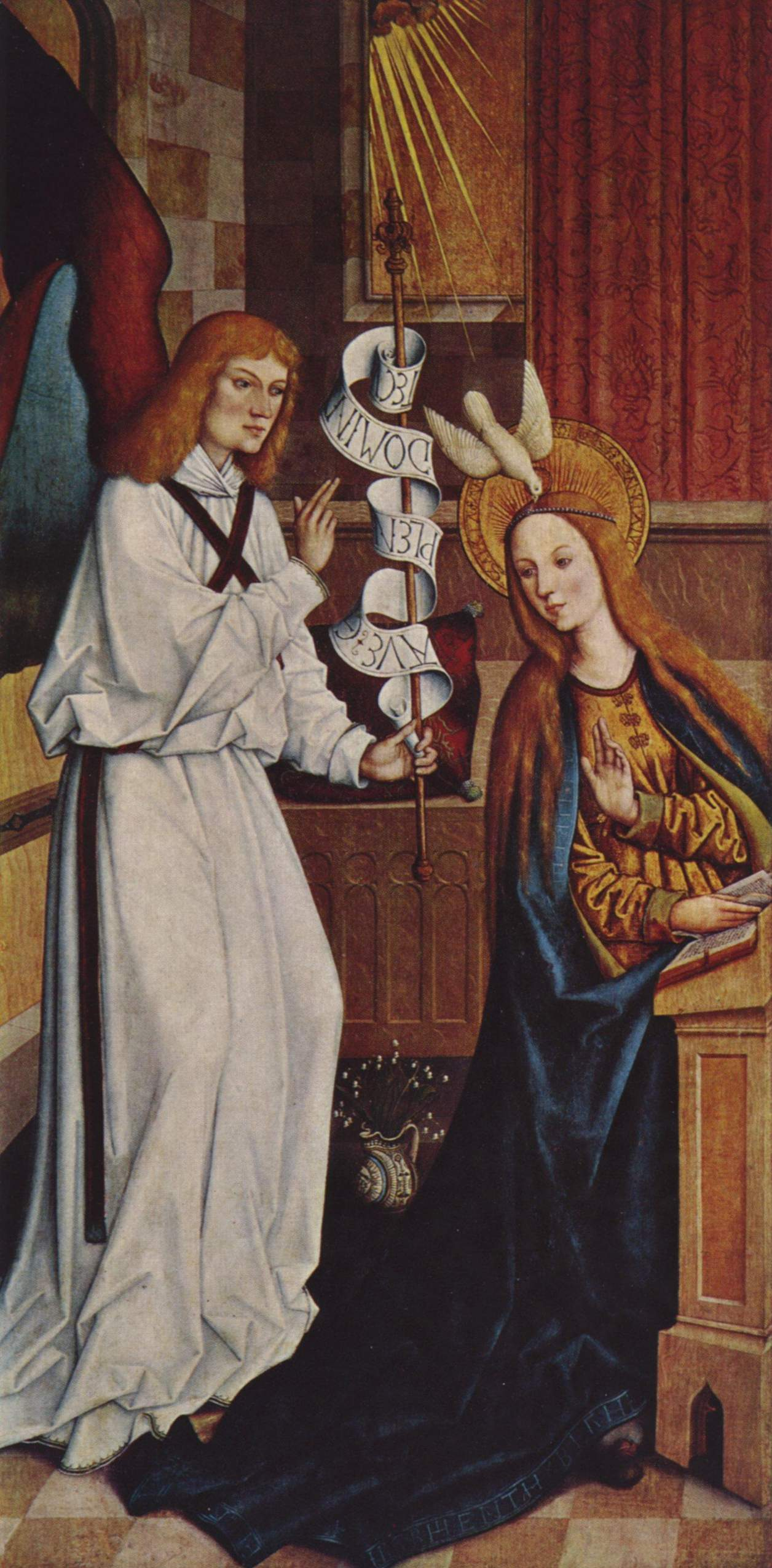
Zwiastowanie (1496)

Bartholomäus Zeitblom (ur. pomiędzy 1455 a 1460 w Nördlingen, zm. pomiędzy 1518 a 1522 w Ulm) – niemiecki malarz późnego gotyku. 
Był uczniem Friedricha Herlina i Bernharda Strigla. W 1482 został obywatelem  Ulm, gdzie w 1492 przejął warsztat po Hansie  Schüchlinie (ok. 1430-1505). 
Wśród jego uczniów był Hans Maler.
Malował głównie skrzydła ołtarzowe dla kościołów w Klichberg (1480-82), Bingen (ok. 1490), Heerberg (1497), Eschach (1496), Adelberg (1511), Wengen. Głównym jego dziełem jest ołtarz w Blaubeuren (1493-94) malowany wraz ze Strieglem i czeladnikami.

## Wybrane dzieła
- Zwiastowanie Marii -  1496, 241 x 107 cm, Staatsgalerie, Stuttgart
- Chusta św. Weroniki -  1496, 67,7 x 184,6 cm, Gemäldegalerie, Berlin
- Opłakiwanie Chrystusa -  1518, 181 x 163 cm, Germanisches Nationalmuseum, Norymberga
- Św. Anna Samotrzecia -  28 x 20,5 cm, Gemäldegalerie, Berlin